# Bo Svenson
Bo Svenson (nacido el 13 de febrero de 1941) es un actor, director, productor y guionista sueco-estadounidense, conocido por sus papeles en películas de género estadounidenses de las décadas de 1970 y 1980.

## Primeros años de vida
Svenson nació en Suecia, hijo de Birger Ragnar Svensson (1917–?), atleta, chofer personal y guardaespaldas del Rey de Suecia, y de la música y líder de big band Iris Viola "Lola" Svensson (1912–1998).
Svenson emigró a los Estados Unidos cuando tenía 17 años, se unió al Cuerpo de Marines de los Estados Unidos y sirvió hasta su baja honorable seis años después. Después de su servicio militar, Svenson se estableció en Florida, donde se ganó la vida en varios trabajos, incluido el de piloto de carreras profesional. Su primer estado de residencia en los Estados Unidos fue Georgia, donde se familiarizó con el acento rural sureño que más tarde empleó en algunos de sus roles. Desde entonces se ha convertido en ciudadano naturalizado de los Estados Unidos.
También posee un cinturón negro de cuarto grado (Yondan) en judo. Obtuvo su cinturón de primer grado (Shodan) en Kodokan en Japón, el dojo local de judo, mientras estaba destinado en Japón en 1961 como infante de marina. Fue campeón de judo del Lejano Oriente en 1961 en la división de peso pesado.

## Carrera
A finales de los años 60, Svenson tuvo un papel recurrente en la serie de televisión Here Come the Brides, como el leñador Olaf "Big Swede" Gustavsen. Apareció en la película para televisión de 1973 Frankenstein, en la que interpreta a la "Criatura".
Uno de sus primeros papeles en la pantalla grande fue junto a Robert Redford en The Great Waldo Pepper, donde Redford y Svenson interpretan a ex pilotos rivales del Servicio Aéreo del Ejército de los EE. UU. de la Primera Guerra Mundial que ahora están empleados en las duras y peligrosas pero tremendamente aventureras vidas de pilotos itinerantes de la década de 1920, recorriendo el Medio Oeste.
En su siguiente intento, Svenson asumió el papel del agente de la ley Buford Pusser de Joe Don Baker en ambas secuelas de la exitosa película de 1973 Walking Tall, después de que el propio Pusser, que originalmente había aceptado asumir el papel, muriera en un accidente automovilístico. Repitió el papel nuevamente para la serie de televisión de corta duración de 1981 del mismo nombre.
Uno de sus papeles más famosos en películas fue como el testigo de asesinato convertido en justiciero Michael McBain en el clásico de culto de 1976 Breaking Point. Interpretó al agente soviético Ivan en el episodio de Magnum, PI ¿Viste el amanecer? (1982) y muchos años después tuvo un cameo como coronel estadounidense en Inglourious Basterds, como tributo a su papel en The Inglorious Bastards; es el único actor que aparece en ambas películas.
Participó en Kill Bill Vol. II como el Reverendo Harmony, quien es asesinado por la pandilla de Bill, durante la boda.
Svenson fue mencionado por Mike Ehrmantraut de Breaking Bad.

## Trabajo con Fred Williamson
Svenson ha coprotagonizado varias películas con Fred Williamson, entre ellas, The Inglorious Bastards (1978), Deadly Impact (1984), Delta Force Commando (1987), The Kill Reflex (1989), Three Days to a Kill (1991), y Steele's Law (1991).

## Actuación al aire libre
Svenson mantiene un papel activo en la industria del entretenimiento y es el fundador y director ejecutivo de MagicQuest Entertainment, una compañía de producción de Hollywood desde 1975, y fundador y director ejecutivo de CanAm Film Corp., una corporación de Columbia Británica desde 1992.